# Paula Misăilă
Paula Misăilă (Focșani, 11 giugno 1966) è un'ex cestista rumena.

## Carriera
Con la Romania ha disputato i Campionati europei del 1985.